# Hestina yata
Hestina yata är en fjärilsart som beskrevs av Hans Fruhstorfer 1913. Hestina yata ingår i släktet Hestina och familjen praktfjärilar. Inga underarter finns listade i Catalogue of Life.